# Il était une fois dans le trouble
Pour les articles homonymes, voir Il était une fois.
 (mai 2022).
 (janvier 2015).
Si vous disposez d'ouvrages ou d'articles de référence ou si vous connaissez des sites web de qualité traitant du thème abordé ici, merci de compléter l'article en donnant les références utiles à sa vérifiabilité et en les liant à la section « Notes et références ».
 (avril 2015).
Il était une fois dans le trouble est une comédie de situation québécoise composé de 255 épisodes de 22 minutes créée par Jean-François Bélanger et diffusée du 27 septembre 2004 au 24 novembre 2014 sur VRAK.TV.

## Synopsis
La série raconte l'histoire de quatre amis : trois gars (Jon, Jee et Max) et une fille (Sophie), qui possèdent une petite entreprise. Par contre, nous apprenons au fil des épisodes que cette même entreprise connait une "crise interne" d'un point de vue professionnel et amical. Elle propose une critique extensive des relations industrielles modernes en témoignant du pouvoir abusif instauré par Jon, le directeur.

## Distribution
- Pierre-François Legendre : Jon
- Alexandre Morais : Jee
- Jocelyn Blanchard : Max
- Roxanne Boulianne : Sophie
- Mélissa Désormeaux-Poulin : Julia (saison 1 à 7)
- Jessica Barker : Kim, la sœur de Jee (saison 2 à 7 et 9)
- Alexis Martin : Bob (saison 5 à 9)
- Jean-Robert Bourdage : Joe Les Pectoraux, avocat-lutteur (saison 1 à 7)
- Mariloup Wolfe : Sabrina, la cousine de Jon (saisons 2-3)
- Catherine Trudeau : Catherine (saisons 2-3)
- Josée Deschênes : la mère de Jee (saisons 3-5)
- Marie-Ève Des Roches : Karine (saisons 1-2)
- Natacha Thompson : Karo (saison 4)
- Véronique Beaudet : Nad (saison 8)

### Invités
- Olivier Barrette (saison 10)
- Catherine De Sève (saison 4)
- Mes Aïeux (saison 2)
- Caroline Gendron (saison 7)
- Eric Paulhus (saison 3-9)
- Michel Laperrière (saisons 3-7)
- Stéphane Bellavance (saisons 4-5)
- Chantal Lamarre (saison 5)
- Julie Deslauriers (saison 5)
- Didier Lucien (saison 5)
- Yves P. Pelletier (saison 5)
- Yves Corbeil
- Dominic Paquet (saison 5)
- Pierre Brassard (saison 5)
- Frédéric Desager (saison 5)
- Les Denis Drolet (saison 6)
- Bianca Gervais (saison 6)
- Andrée Watters (saison 6)
- Antoine Bertrand (saison 7)
- Anne-Marie Cadieux (saison 7)
- Ève Aubert (saison 8)
- Olivier Morin (saison 8)
- Billy Tellier (saison 8)
- Denis Mercier (saison 8)
- Jacques L'Heureux (saison 8)
- Claude Legault (saison 8)
- Julianne Côté (saison 8)
- Vincent Bilodeau (saison 8)
- Émily Bégin (saison 8)
- Julien Poulin
- Laurence Dauphinais
- Maxime Desbiens-Tremblay
- Sylvie Moreau
- Réal Bossé
- Pierre-Michel Le Breton
- Jean-Pierre Bergeron
- Gérald Fillion
- Céline Galipeau
- Azeb Wolde-Giorghis
- Geneviève Asselin
- Pascale Nadeau
- Raymond Saint-Pierre
- Jean-François Lépine
- Pierre Bruneau
- Claudine Bourbonnais
- Maxence Bilodeau
- Christian Latreille
- Josiane Cuirrier
- Pascal Yiacouvakis
- Suzanne Gariépy
- Éliane Larouche
- Jean-Charles Beaubois
- François Cormier
- Marc Godbout
- Daniel Thibault
- Marc St-Martin
- Michel Viens
- Louis Lemieux
- Alain Jean-Mary
- Sébastien Bovet
- Cynthia Wu-Maheux
- Félix-Antoine Boutin
- Francis Martineau
- Rémi-Pierre Paquin
- Luc Proulx
- Jean-Antoine Charest
- Daniel Savoie
- Catherine Bérubé
- Simon Labelle Ouimet
- Eugénie Beaudry
- Émilie Archambault
- Jérémie Boily
- Hugo Girard
- Marianne Farley
- Benoît Langlais
- Jean-François Casabonne
- Kasia Malinowska
- Martin Drainville
- Joakim Lamoureux
- Xavier Morin-Lefort
- Manon St-Jules
- Denis Houle
- Pauline Martin
- Daniel Thomas
- Phil Roy
- Katrine Duhaime
- Amélie B. Simard
- Stéphane Jacques
- Guillaume Gauthier
- Bruno Marcil
- Richard Turcotte
- Frédéric Savard

## Fiche technique
- Producteur : Jacques Payette
- Producteurs exécutifs : André Larin, Michel Bissonnette, Vincent Leduc et Paul Dupont-Hébert
- Réalisatrices : Hélène Girard et Brigitte Couture et France Bertrand
- Scénariste : Jean-François Bélanger
- Musique : Gilles Grégoire

## Personnages

### Personnages principaux
- Jon (prononcé ʒɔ̃): est le président avare et insensible de l'entreprise C'est quoi ton problème? et a été un simple employé durant la saison 5, puisque c'est Max qui était le président à cause d'un malentendu. Il peut se montrer très cheap avec ses employés, tout comme il peut aussi très bien leur mentir, les trahir ou pire, ne pas les payer. Son rêve le plus cher est simple; devenir millionnaire. Mais ses tentatives se finissent généralement de mauvaise façon, sauf quelques fois, quand ses clients réussissent à le payer. Il a également un triple mamelon, plutôt gênant pour lui. Ambitieux et orgueilleux, il est très anxieux à l'idée de rater un contrat. Côté amoureux, il est sorti tout d'abord avec Sophie, qui est tombé amoureux d'elle dès la première fois qu'il l'a vu (tout comme Sophie). Sophie a rompu avec Jon car elle le trouvait trop matérialiste. Dans la quatrième saison, Jon sort avec Karo, une fille bien-intentionnée, passionnée mais malheureusement affreuse. Malgré tout, Jon sortit avec elle, car elle était la fille d'un milliardaire. Ils ont toutefois rompu ensemble après que cette dernière, après sa chirurgie plastique de fille belle et sexy, découvrit que Jon ne l'aimait que pour son argent. Depuis la cinquième saison, il sort avec Kim, la sœur de Jee, qui a également un triple nombril. Toutefois, Jon lui fait payer le temps qu'ils passent ensemble. Dans la saison 8, il se remet brièvement avec Sophie. Selon lui et son entourage, il dit qu'il ressemble à Johnny Depp.

- Jee «Jee» Vani Fisenzo Alfonso : n'inspire pas confiance: soit il dort sur son bureau, soit il mijote un de ses plans diaboliques dans lesquels il entraîne Max et qui virent toujours à la catastrophe. Doté d'une immaturité et d'une impulsivité déconcertante, tous s'en méfient car il est plus imprévisible que la météo. Sa fougue et son imagination débridée font toutefois de lui un séducteur habile et un employé ingénieux. Il est tombé amoureux de la cousine de Jon, Sabrina (qu'on surnomme «la cousine de Jon»). Il est déjà sorti avec Catherine, une cliente qui disait ne pas intéresser les garçons. Bref, avec Jee, on ne s'ennuie jamais. Il cause autant de problèmes qu'il n'en règle! Dans la 5e saison, sa mère, persuadée qu'il est gai, lui paye un appartement situé juste en face du bureau dans le but qu'il s'y découvre. Il est aussi un grand fan de Star Wars avec Max.

- Max : Employé du mois la plupart du temps, Max est tout du bon petit gars. Franc, empathique, généreux, il est l'employé idéal et l'ami rêvé. Si ce n'était de son hypocondrie délirante et de sa nette tendance à faire sa «poule mouillée», il serait «parfait». Fidèle en amour comme en amitié, il inspire la confiance mais aussi l'abus car sa naïveté excessive incite les plus tordus à le maltraiter. Il lui arrive toutefois de mettre son pied à terre et là, Max ne rigole plus! Il a déjà été président de la compagnie durant la saison 5 à cause d'un malentendu de Jon, mais puisque ce dernier a été éjectée de sa famille à cause de son renvoi de président, Max a décidé de nommé tous les employés, président, puisque Jee était contre que Jon redevienne le président de l'entreprise. Max est sortie avec Julia, fille jalouse et possessive, durant la première et la deuxième saison et sort, depuis la troisième saison, avec Sophie. C'est un aussi grand fan de Star Wars avec Jee ainsi que d'Harry Potter. Dans les saisons récentes, il travaille avec Sophie au Restaurant quelques fois.

- Sophie : Fille responsable qui déborde de principes «à la mode», Sophie n'arrive qu'au deuxième épisode de la première saison. Écologique, environnementaliste ou humaniste, elle n'hésite pas à mettre de côté le boulot pour défendre les plus malmenés, peu importe que ce soit des carottes ou des Chinois. Tout aussi intense en amour, elle peut se faire envahissante et ses épanchements émotifs, devenir de véritables torrents. Vigilante malgré tout, elle empêche souvent le pire de se produire au sein de l'entreprise, mais c'est comme si personne ne s'en rendait compte. Elle est déjà sortie avec Jon et est présentement avec Max. Depuis qu'elle sort avec lui, Julia, l'ex de Max, est devenue l'ennemie de Sophie. Elle fait aussi du karaté et aime les tatous. Depuis la saison 6, elle travaille à temps partiel à l'entreprise puisqu'elle devient la gérante du fast-food de l'immeuble.

### Personnages secondaires
- Nad : Est la nièce de Bob, elle apparaît pour la première fois dans l'épisode 3 de la saison 8 (Le neveu de Bob). Nad a été nommé par son oncle Bob pour superviser l'entreprise «C'est quoi ton problème » à sa place. Dans l'épisode 7 de la saison 8 (À qui le ptit?) on apprend qu'elle a un neveu nommé Colin, aussi Nad s'en va suivre un cours d'entrepreneur pour ensuite voler la place de Jon à la tête de l'entreprise.

- Julia Pont-Brillant : Ex-blonde de Max, extrêmement jalouse et possessive envers toutes les filles que Max regardait. À la fin de la saison 2, elle part avec ses parents en Australie pour six mois, mais elle donna à Max un casque de vélo avec une caméra de surveillance afin de le surveiller 24 heures sur 24. Dans le même épisode, elle «rompt» avec Max car elle croyait qu'il avait dormi avec Sophie. Mais lors de son retour au Québec à la fin de la saison 3, elle «reprend» avec Max sans trop savoir qu'elle a rompu avec lui. Max rompt avec elle une bonne fois pour toutes dans le premier épisode de la saison 4, car il était amoureux et sortait avec Sophie. Julia fait son retour dans un autre épisode de la saison 4, lors de l'anniversaire de Max, elle lui offre comme cadeau, un scooter de couleur rose fleuri, dans le but de reconquérir Max. Ce dernier découvre ses manigances et se «débarrasse» d'elle, bien qu'elle ait prévu de se «venger». À la fin de la saison 4, Julia rend visite la compagnie pour un problème, mais Sophie, croyant qu'elle est venue se venger d'eux, refuse de l'aider. À la suite d'un commentaire de Jee, Julia est engagée comme employée de l'entreprise, alors que Max est le président et que Jon a mystérieusement «disparu» (alors qu'il s'agissait d'une manigance entre Julia- pour reconquérir Max- et Jon- pour se venger de ses employés qui lui ont menti au sujet de sa tante Henriette décédée, puisque Jon était l'héritier de ses 15 millions de dollars). Quand les employés «retrouve» Jon, ils ont renvoyé Julia, alors qu'elle promet de se «venger» et on apprend qu'elle est employée du restaurant de l'immeuble. Dans la saison 5, Julia est à son poste d'employée au café, en travaillant sur son costume de licorne pour un concours d'Halloween dans lequel Jee, Jon et Sophie sont en concurrence contre Julia. Elle réapparaît avec sa mère dans la saison 6 à la suite d'un accident de calèche dans le Vieux-Québec. Dans le même épisode, il est révélé qu'elle a offert le collier que Max porte régulièrement. Julia a également une cousine menteuse et possessive nommé Annabelle et qui a eu une brève relation avec Max durant un seul et unique épisode de la saison 3 (lorsque Julia était en Australie). Durant le même épisode, il est montré que le nom de famille d'Annabelle et Julia s'intitule «Pont-Brillant».

- La Main : Gag récurrent tout au long de la série, la Main en est devenu un personnage à part entière. Il s'agit d'une main d'homme qui apparaît soit par elle-même, soit lorsqu'elle est appelée par quelqu'un. Elle intervient dans toute sorte de situation incongrue. L'une d'entre elles fut lorsque Max tomba en amour avec elle (la Main était devenue une main de femme pour l'occasion). Le gag se fera de plus en plus rare au cours de la série.

- La mère de Jee : La mère de Jee et de Kim. C'est un personnage autant sinon plus hors-du-commun que Jee. Elle raconte parfois qu'elle est adepte du nudisme avec le père de Jee, ce qui dégoûte celui-ci à chaque fois. Dans un épisode elle dit à son fils que c'est justement dans un camping pour nudistes qu'elle a rencontré son père, qui y était alors un employé, ce qui dégoûte profondément son fils. Elle est persuadée que son fils est gai avec Max, même si ce dernier lui a dit des millions de fois qu'il était seulement ami avec Max. Malgré tout, dans la 5e saison, elle paie un «appartement» pour Jee et Max car elle croyait qu'ils voulaient de l'«intimité». Elle surprend cependant Max et Sophie en train de s'embrasser dans le nouvel appartement, et s'empresse d'aller tout raconter à Jee. Elle lui dit qu'il ne pourra finalement pas garder son appartement, mais ce dernier, afin de le garder, raconte qu'il ne sort effectivement pas avec Max, mais qu'il sort cependant avec Jon. Ce dernier le nie rapidement, mais Max, étant alors le président de l'entreprise, ordonne à Jon de jouer le rôle du chum de Jee lorsque sa mère est là. Elle n'aime pas Sophie, car selon elle, cette dernière «trompe» Max. La mère de Jee est apparue dans deux saisons et dans deux épisodes de la saison 5, mais n'est plus apparue dans la série depuis.

- Kim : Sœur de Jee et ex-blonde de Jon. Elle l'a rencontrée sur le site web «Les Triplets», un site où les membres ont un membre en trop. Jon, lui, avait 3 mamelons tandis que Kim elle a 3 nombrils. Kim est bizarre (comme toute sa famille) mais beaucoup moins que sa mère et son frère. Kim apparaît à partir de la saison 2 mais apparaîtra beaucoup plus tard en tant que blonde de Jon. Son personnage sera beaucoup plus important dans la série. Dans le dernier épisode le bal de Réal dans la saison 7 elle trompa Jon pour Réal. Elle cassa avec Réal dans la saison 9 et a failli de reprendre avec Jon.

- Karo : Karo est une jeune femme extrêmement laide. C'est d'abord pourquoi elle a atterri à l'entreprise «C'est quoi ton problème». Mais lorsque Jon s'aperçoit que Karo a eu un chèque de 1 000 000 $ de son père afin de procéder à une chirurgie esthétique, il sera prêt à tout pour l'obtenir. Ainsi, à contrecœur, il la séduit et elle devient vite sa blonde. Jon la convainc aussi qu'il l'aime comme elle est et qu'elle n'a pas besoin de chirurgie, afin de sauver «son million». Finalement, Karo se rend compte que le chèque que son père lui a donné n'est disponible qu'à l'achat d'une chirurgie esthétique. Jon, sous le choc, part. Sophie ayant découvert le secret de Jon, alors qu'il parlait dans les toilettes avec Jee, convaincra Karo de faire sa chirurgie qui supposément aimerait les surprises. Quand Karo reviendra en «méchant pétard» (selon Jee), Jon lui avouera par accident qu'il casse parce qu'elle a dépensé toute l'argent. Jee, afin de la séduire, lui dira enfin que Jon l'aimait seulement pour son argent. Jee croisera une énième fille, Karo. Karo n'apparaîtra seulement que dans la saison 4.

- Grand-Tante Henriette : Grand-Tante Henriette était la grand-tante de Jon et de son cousin Damien. Elle est millionnaire et apparaît pour la première fois dans la saison 4 lorsqu'elle hésite entre ses petits-neveux, Jon et le têteux de neveu Damien, qui sera l’héritier de ses 15 millions de dollars à sa mort. Elle choisit tout d'abord Jon, qui cache la nouvelle à ses employés. Quand ceux-ci le découvrent, ils décident de faire croire à Jon que Tante Henriette est décédée et que Jon est héritier de sa fortune. Lorsque Tante Henriette débarque au bureau pour négocier avec Jon de sa supposée mort, Jon la croyant morte, la traite de "folle" et plus tard, Henriette révèle à Jee et Sophie que Jon n'est plus son héritier. Jee et Sophie le disent à Jon plus tard, et il est fou de rage. Par la suite, Jon manigance avec Julia pour faire croire à ses employés qu'il a été enlevé et que seuls les 15 millions de Grand-Tante Henriette pourront le sauver. Max appelle plusieurs fois Henriette pour la convaincre de renommer Jon comme héritier de sa fortune, mais elle refuse. Dans la saison 6, Jon invite Damien au bureau et il est révélé que Grand-Tante Henriette est finalement décédée et que Damien est devenu officiellement l'héritier de ses 15 millions de dollars.

## Récompenses et nominations

### Nominations
- 2005 : Meilleure interprétation premier rôle : jeunesse aux Prix Gémeaux (Pierre-François Legendre alias Jon)
- 2005 : Meilleure interprétation premier rôle : jeunesse aux Prix Gémeaux (Jocelyn Blanchard alias Max)
- 2006 : Meilleure interprétation premier rôle : jeunesse aux Prix Gémeaux (Jocelyn Blanchard)
- 2007 : Meilleure interprétation premier rôle : jeunesse aux Prix Gémeaux (Jocelyn Blanchard)
- 2010 : Je raterais ma vie avant de rater cette émission. Catégorie: Émission de télévision préférée à KARV, l'anti.gala
- 2011 : Meilleur acteur dans une émission jeunesse au Gala Artis (Alexandre Morais alias Jee)